# Марцянка (Мазовецьке воєводство)
Марцянка (пол. Marcjanka) — село в Польщі, у гміні Вишогруд Плоцького повіту Мазовецького воєводства.
Населення — 97 осіб (2011).
У 1975-1998 роках село належало до Плоцького воєводства.

## Демографія
Демографічна структура станом на 31 березня 2011 року:
|          | Загалом | Допрацездатний вік | Працездатний вік | Постпрацездатний вік |
| -------- | ------- | ------------------ | ---------------- | -------------------- |
| Чоловіки | 49      | 11                 | 31               | 7                    |
| Жінки    | 48      | 8                  | 22               | 18                   |
| Разом    | 97      | 19                 | 53               | 25                   |